# Sadrosho
Sadrosho (en georgiano: სადროშო; literalmente, «de un pendón») era una división administrativa en la Georgia medieval y moderna temprana que proporcionaba hombres para una subdivisión del ejército marcada por su propio pendón. Una unidad táctica proporcionada por esta unidad territorial también se conocía como sadrosho, cada una bajo el mando de un oficial militar, sardali.

## Reino de Georgia
El origen del sistema sadrosho se remonta al período del Reino unificado de Georgia (1008-1491), que, según el historiador del siglo XVIII, el príncipe Vajushti, se subdividió en cuatro sadrosho principales:
- metsinave (მეწინავე), «vanguardia», fue proporcionado por las provincias del sur del Alto y Bajo Kartli.
- memarjvene (მემარჯვენე), «flanco derecho», fue proporcionado por las provincias occidentales de Imericia y Abjasia.
- memartskhene (მემარცხენე), «flanco izquierdo», fue abastecido por las provincias más orientales de Kajetia y Hereti.
- mepis (rey), «real», por Kartli Interior.[3]

## División del reino
Con la fragmentación del Reino de Georgia en la segunda mitad del siglo XV, la organización militar se desmoronó y los tres reinos sucesores, Kajetia, Kartli e Imericia, restablecieron sus propios sistemas de sadrosho. En Kajetia, los sadrosho recién creados fueron puestos bajo el mando de obispos, generalmente más leales al rey que los príncipes (tavadi), que ocupaban puestos similares en Kartli, generalmente como cargos hereditarios, y eran propensos a desafiar a la autoridad real central. Con el tiempo, el número y la administración del sadrosho sufrió varios cambios, pero el sistema sobrevivió hasta la anexión rusa de las monarquías georgianas a principios del siglo XIX.

### Sadrosho en Kajetia
- metsinave, «vanguardia», estaba bajo el obispo de Bodbe (bodbeli) y consistía en el distrito de Kiziki hasta el pueblo de Kisiskhevi.
- memarjvene, «flanco derecho», estaba comandado por el obispo de Nekresi (nekreseli) y comprendía gran parte de Kajetia Interior hasta la ciudad de Gremi.
- memartskhene, «flanco izquierdo», fue sometido al obispo de Rustavi (rustveli) y comandó gran parte de Kajetia Exterior desde Kisiskhevi hasta el río Aragvi, incluidos Martqopi y Saguramo.
- mepis, «real», estaba comandado por una persona nombrada por la realeza, no pocas veces por un príncipe heredero, y cubría gran parte de Kajetia Interior y el territorio del obispado de Alaverdi al oeste de Gremi, incluida la garganta de Pankisi.[3]

### Sadrosho en Kartli
- metsinave, «vanguardia», incluía el Bajo Kartli —los distritos de Somjetia y Sabaratiano— y estaba bajo el mando hereditario de los príncipes Baratashvili y su rama, los príncipes Orbeliani.
- memarjvene, «flanco derecho», incluía a Kartli Interior y estaba hereditariamente comandado por los príncipes Amilajvari.
- memartskhene, «flanco izquierdo», comprendía Samukhranbatono y los ducados de Aragvi y Ksani, y estaba bajo el mando hereditario de los príncipes Mukhranbatoni.
- mepis, «real», incluía partes de Kartli a lo largo de la margen derecha del río Mtkvari desde Tiflis hasta Tashiskari y las propiedades de los Catolicós. El pendón estaba bajo el mando de un oficial designado por la realeza, con frecuencia de la familia principesca de Tsitsishvili.[3]

### Sadrosho en Imericia
- metsinave, «vanguardia», incluía los distritos de Vake y Salominao y los feudos de los príncipes Chkheidze y Chijavadze.
- memarjvene, «flanco derecho», incluía el distrito de Argveti.
- memartskhene, «flanco izquierdo», era el Ducado de Racha.
- mepis, «real», comprendía los distritos de Lechkhumi y Okriba.[3]